# 태양의 탑
《태양의 탑》은 전민희의 소설 아룬드연대기의 1부 부분의 제목이다.
'태양의 탑'은 순진했던 옛 기억을 형제처럼 함께 자란 친구에게 파멸당한 후, 복수를 그리는 한 마법사의 이야기이다.